# Thomas Parits
Thomas Parits (Siegendorf, 7 ottobre 1946) è un dirigente sportivo, allenatore di calcio ed ex calciatore austriaco, di ruolo attaccante.

## Palmarès

### Giocatore

#### Competizioni nazionali
- Campionato austriaco: 4

Austria Vienna: 1968-1969, 1969-1970, 1977-1978, 1978-1979
- Coppa d'Austria: 1

Austria Vienna: 1966-1967
- Coppa di Germania: 1

Eintracht Francoforte: 1973-1974

### Allenatore

#### Competizioni nazionali
- Campionato austriaco: 1

Austria Vienna: 1984-1985
- Erste Liga: 1

VSE St. Pölten: 1987-1988